# Jim Iyke
James Ikechukwu Esomugha, plus connu sous le nom Jim Iyke, né le 25 septembre 1976 à Libreville au Gabon, est un acteur nigérian de Nollywood, et est l'un des principaux acteurs du film Last Flight to Abuja aux côtés d'Omotola Jalade Ekeinde et d'Hakeem Kae-Kazim .

## Jeunesse
Né le 25 septembre 1976 à Libreville, au Gabon,, Iyke est le seul garçon d'une famille de huit enfants. Il a terminé ses études secondaires au F.G.C. Kwali d'Abuja de 1985 à 1991 . Jim Iyke a ensuite étudié à l'Université de Jos, dans l'État du Plateau, où il a obtenu un diplôme en finance, puis un BSc (l'équivalent d'une licence) en philosophie.

## Carrière
Jim Iyke a commencé sa carrière d'acteur en 2001. Il est l'un des acteurs les mieux payés de Nollywood  et est apparu dans plus de 150 films. Il a créé une société de production de films, Untamed Productions, en 2007,. Jim Iyke a également créé son propre label de musique, Untamed Records. Il a produit un premier album, intitulé Who Am I? mettant en vedette certains musiciens du Nigeria très connus tels que TuFace Idibia et Sound Sultan,.

## Engagements
Iyke est le fondateur de la Fondation Jim Lyke (Jim Iyke Foundation), une fondation ayant pour but d'aider les enfants ayant des handicaps spéciaux. Il s'est rendu au Kenya en décembre 2012 pour soutenir la campagne Make a Change, un projet caritatif fondé par l'acteur Christopher Gray et par la chanteuse jamaïcaine de dance-hall, Ce'cile (en),.

## Vie privée
Iyke détient une ceinture noire en taekwondo. Il a un premier fils, Harvis Chidubem Iyke, né aux États-Unis en 2015. En avril 2019, l'acteur a annoncé sur Instagram la naissance de son deuxième fils avec une photo le montrant lui et son nouveau-né dans ses bras. Il a également eu une liaison avec Nadia Buari,.

## Filmographie
| An   | Titre                             | Rôle       | Réalisateur      | Réf.              |
| ---- | --------------------------------- | ---------- | ---------------- | ----------------- |
| 2010 | Between Kings and Queens          | Nnanna     | Joy Dickson      | [réf. nécessaire] |
| 2012 | Last Flight to Abuja              | David      | Obi Emelonye     | [ 17 ]            |
| 2013 | And Then There Was You            | Zuma       | Leila Djansi     |                   |
| 2014 | When Love Comes Around            | NC         | Afe Olumowe      | ,                 |
| 2016 | Stalker                           | Michael    | Moses Inwang     | ,                 |
| 2016 | A Star in Heaven                  | Kayode     | Afe Olumowe      | [ 22 ]            |
| 2016 | American Driver                   | Jim Iyke   | Moses Inwang     | ,                 |
| 2018 | Merry Men: The Real Yoruba Demons | Naz        | Toka McBaror     |                   |
| 2019 | Dead rite                         | N/A        | Tope Alake       | [ 25 ]            |
| 2019 | The Set Up                        | Edem       | Niyi Akinmolayan | ,                 |
| 2019 | Merry Men 2: Another Mission      | Naz        | Moses Inwang     | [ 29 ]            |
| 2020 | Bad Comments                      | Frank Orji | Moses Inwang     |                   |